# 人民派 (柬埔寨)
人民派（Krom Pracheachon）是柬埔寨历史上一个已不存在的左翼政党，属于红色高棉的政党之一。
1954年，人民派由原高棉依萨拉的成员农笋、凯密、宾尤成立。该党事实上是高棉人民革命党（后来的柬埔寨共产党）成立的掩护机构，接受高棉人民革命党总书记杜斯木的领导。沙洛特绍（波尔布特）、英萨利、乔森潘、符宁、胡荣、周成等人都曾是该党的党员。其发行的报刊为《民族报》。
1955年，人民派完成政党注册，成为合法政党，参加1955年柬埔寨大选，但落败，未能获得议席。1957年，人民社会同盟的主要对手民主党宣告解散，人民派成为仅次于人民社会同盟的第二大政党。1958年大选即将来临时，诺罗敦·西哈努克将乔森潘、符宁、胡荣、周成等人民派重要人物都列为人民社会同盟的候选人，希望得到人民派的支持，但没有成功。随后，大部分人民派候选人被禁止参选，凯密领导的人民派被西哈努克领导的人民社会同盟击败。
1962年大选前夕，西哈努克宣称发现人民派接受外国势力领导的证据，逮捕了包括总书记农笋在内的14名人民派主要成员。人民派宣告解体，一部分成员转入地下活动，或逃进丛林进行武装斗争。包括乔森潘、符宁、胡荣、周成等人在内的另一部分成员则受到西哈努克的邀请，加入了人民社会同盟。
1970年朗诺政变后，人民派、民主党等一些被西哈努克解散的政党都恢复了合法地位，人民派的领导人也被从监狱释放出来。最初左翼人士韩通哈预计会出任人民派的领袖，但韩通哈受邀加入了朗诺的社会共和党，最终宾尤（Penn Yuth）成为领袖。此时宾尤已经是高棉国家军队的一名军官，与朗诺的弟弟朗农关系匪浅，人们普遍认为此时的人民派是社会共和党的“卫星政党”，象征性地反对该党，用以粉饰高棉共和国在政治上的民主。
1972年，人民派参加大选，但被社会共和党击败。